# Denis Giraudet
Denis Giraudet (1955. december 16. –) francia rali-navigátor.

## Pályafutása
1983 és 2007 között vett részt a rali-világbajnokságon. Pályafutása alatt olyan sikeres versenyzőknek navigált mint, Philippe Bugalski, Juha Kankkunen, Didier Auriol, Armin Schwarz valamint Thomas Radström. Ezentúl ő navigált a többszörös mountain bike-világbajnok, és későbbi interkontinentális ralibajnok, Nicolas Vouilloz, valamint a volt Formula–1-es versenyző, Stéphane Sarrazin első jelentősebb raliversenyein.
Első világbajnoki győzelmét Kakkunen navigátoraként szerezte, 1993-ban a finn ralin. További négy győzelmet jegyez a világbajnokságról, százötven világbajnoki versenyén összesen huszonnégyszer állt a dobogón.

### Rali-világbajnoki győzelmei
| #  | Dátum                  | Rali         | Versenyző      | Autó                    | Összefoglaló |
| -- | ---------------------- | ------------ | -------------- | ----------------------- | ------------ |
| 1. | 1993. augusztus 27-29  | Finn rali    | Juha Kankkunen | Toyota Celica Turbo 4WD | Összefoglaló |
| 2. | 1995. május 3-5        | Korzika-rali | Didier Auriol  | Toyota Celica GT-Four   | Összefoglaló |
| 3. | 1998. április 20-22    | Katalán rali | Didier Auriol  | Toyota Corolla WRC      | Összefoglaló |
| 4. | 1999. szeptember 17-19 | Kína-rali    | Didier Auriol  | Toyota Corolla WRC      | Összefoglaló |
| 5. | 2001. március 23-25    | Katalán rali | Didier Auriol  | Peugeot 206 WRC         | Összefoglaló |

## Külső hivatkozások
- Profilja a rallybase.nl honlapon
- Profilja az ewrc.cz honlapon